# Robert Paltock
Œuvres principales
- Les Hommes volants ou les Aventures de Pierre Wilkins (1751)

Robert Paltock est un avocat et romancier anglais né à Little Hadham, Hertfordshire, le 16 octobre 1697 et mort à Londres le 20 mars 1767. Il est surtout connu pour son roman d'aventures teinté d'utopie Les Hommes volants ou les Aventures de Pierre Wilkins (The life and adventures of Peter Wilkins, a Cornishman, 1751)

## Biographie
Fils unique de Thomas Paltock du quartier St. James's, à Westminster, Robert Paltock est né en 1697. Il devient avocat et vit pendant un certain temps à Clement's Inn. Il déménage par la suite à Back Lane, Lambeth. Il épouse Anna Skinner et son fils, également prénommé Robert, acquiert une petite propriété à Ryme Intrinseca dans le Dorset. C'est dans cette propriété qu'est inhumé Robert Paltock mort à Londres le 20 mars 1767.

## Œuvres
Son œuvre principale est The life and adventures of Peter Wilkins, a Cornishman : relating particularly, his shipwreck near the South Pole; etc publiée en 1751, constamment rééditée en anglais de 1783 à nos jours, traduite en français par Philippe-Florent de Puisieux sous le titre Les Hommes volants ou les Aventures de Pierre Wilkins en 1763 (Londres, se vend à Paris chez la Veuve Brunet, 3 vol.), publiée en 1788 dans les tomes 22 et 23 des Voyages imaginaires, songes, visions et romans cabalistiques. D'après Pierre Versins, il s'agit d'un "ouvrage important" parce que l'aventure y est présentée de façon réaliste et moderne et que les événements même extraordinaires apparaissent nécessaires, quotidiens, "sans pour autant perdre de leur pouvoir d'émerveillement". L'ouvrage fut admiré par Walter Scott, Robert Southey, Samuel Taylor Coleridge, Leigh Hunt et Charles Lamb. Il fut également traduit en allemand en 1767. Joseph Altairac rapporte que les hommes-volants de l'ouvrage (les Gawrys et les Glums) seront fort appréciés par Restif de la Bretonne au point qu'il en reprendra certains aspects pour écrire son roman La Découverte australe par un homme volant (1781).